# Ramiz Alia
Pour les articles homonymes, voir Alia.
Ramiz Alia, né le 18 octobre 1925 à Shkodër, en Albanie, et mort le 7 octobre 2011 à Tirana, en Albanie, est un homme d'État albanais, président du Présidium de l'Assemblée populaire de la république populaire socialiste d'Albanie du 25 novembre 1982 au 20 février 1991, président du Conseil présidentiel d'Albanie du 20 février 1991 au 30 avril 1991, puis président de la république d'Albanie du 30 avril 1991 au 3 avril 1992.

## Biographie
Ramiz Alia est né le 18 octobre 1925 à Shkodër de parents musulmans ayant fui les persécutions du royaume de Yougoslavie. Il passe son enfance à Tirana. Il rejoint en 1941, à l'âge de 16 ans, le Parti communiste albanais, alors clandestin pendant la Seconde Guerre mondiale. Il est également membre du Mouvement de libération nationale, adossé au Parti communiste, qui dirige la résistance contre l'occupation italienne et allemande. À l'âge de 19 ans, il est nommé commissaire politique, avec le grade de lieutenant-colonel, dans une division de combat des forces partisanes albanaises.
Il entre au comité central du parti en 1948, puis au bureau politique en 1961. Il suit des études supérieures à Moscou au début des années 1950.

### Chef de l'État, puis Premier secrétaire du parti du Travail

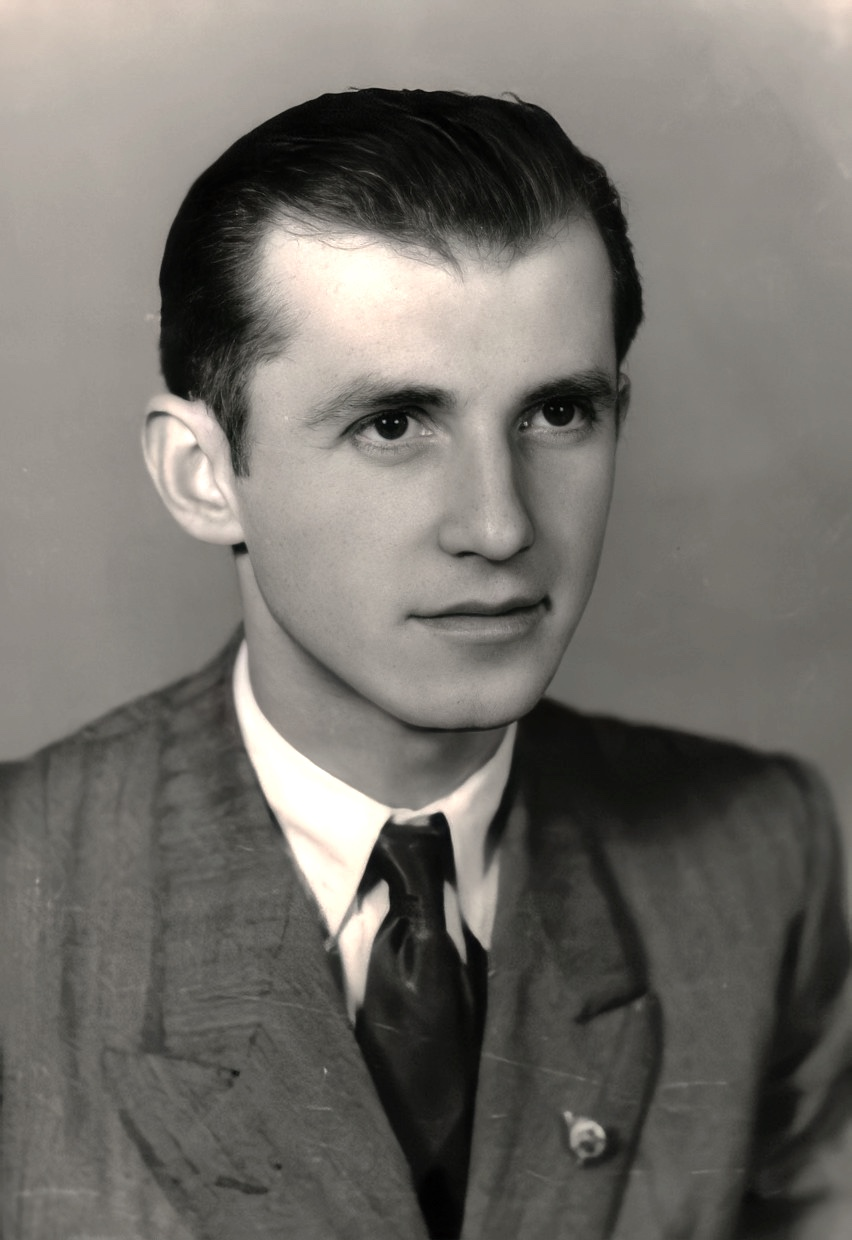
Ramiz Alia en 1950.

Le 22 novembre 1982, il succède à Haxhi Lleshi comme président du Praesidium de l'assemblée populaire et endosse donc le rôle chef de l'État titulaire de la république populaire socialiste d'Albanie. Mais c'est seulement après la mort d'Enver Hoxha en avril 1985, qu'il lui succède comme Premier secrétaire du Parti du travail d'Albanie et devient réellement le principal dirigeant du pays.
Il introduit une importante libéralisation du régime. Les relations diplomatiques avec divers pays sont rétablies, ainsi que la liberté religieuse et le droit pour les citoyens albanais de voyager à l'étranger. Le pouvoir de la Sigurimi, la police secrète albanaise, est réduit.

### À la tête du Conseil présidentiel provisoire, puis président de la république d'Albanie
Le mouvement de protestation orchestré par les milieux étudiants ayant amené la fin du régime du parti unique en décembre 1990, Ramiz Alia prend alors la tête d'un Conseil présidentiel provisoire début 1991 avant d'être élu président de la République par le Parlement le 30 avril de la même année. Un an plus tard, en 1992, la victoire de l'opposition aux élections législatives le pousse à démissionner de ses fonctions : Sali Berisha lui succède.

### Maladie et mort
Ramiz Alia est mort le 7 octobre 2011 d'une embolie pulmonaire.